# Satzbauplan
Satzbauplan (Satzmodell, Satzschema) ist ein Begriff für ein verallgemeinertes Muster, mit dem die Form von Sätzen beschrieben und kategorisiert werden soll. In Fällen wie „Der Postbote bringt ein Päckchen.“ und „Das Mädchen holt seine Puppe.“ kann man sagen, dass diese Sätze den gleichen Satzbauplan „Subjekt – Prädikat – direktes Objekt“ aufweisen. Die beiden genannten Sätze wären bei Brinkmann (1962) Beispiele für „Handlungssätze“. Die Grundidee dabei ist, dass für Sätze nur eine recht begrenzte Menge von Mustern zur Verfügung steht. In neueren Grammatiken ist ein Satzbauplan der Versuch, auf der Basis der Valenzstrukturen die syntaktischen Grundstrukturen einer Sprache zu klassifizieren. Der Begriff stammt ursprünglich aus der inhaltbezogenen Grammatik, die mit solchen Satzmustern bestimmte Grundbedeutungen von Sätzen verband.